# Crimen (телесериал)
«Crimen» (в переводе с лат. — «Преступление») — польский историко-приключенческий сериал 1988 года по одноимённому роману Юзефа Хена.

## Сюжет
Начало XVII века, Речь Посполитая. В свой родной город возвращаетсяя Томаш Блудницкий, отбывший 10-лет на каторге в России, куда он попал юношей участвуя в походе на Москву для поддержки Лжедмитрия I. Он узнает, что пока его не было, его отец был убит. Томаш решает найти убийц…

Режиссер позаботился о том, чтобы криминально — приключенческая интрига не доминировала в сериале. Таким образом, он подчеркнул исторический фон рассказа, судьбу героя неразрывно переплетая с картиной эпохи.Оригинальный текст (пол.)Reżyser zadbał, by kryminalno — przygodowa intryga nie zdominowała serialu. Podkreślił więc historyczne tło opowieści, losy bohatera nierozerwalnie splatając z obrazem epoki.— FilmPolski.pl

## Съёмки
Съёмки велись в Музе народной архитектуры Санок, в Тарнуве, в интерьерах и во дворе замка Пескова-Скала, в Оравском этнографическом парке.

## В ролях
- Богуслав Линда — Томаш Блудницкий
- Ига Чембржынска — Виктория Повидаева
- Эва Блащик — Эльзка Блудницая, сестра Томаша
- Ян Фрыч — Стах Росинский
- Казимеж Высота — Казько Росинский, брат Стаха
- Яцек Сас-Ухрыновский — Анджей Витошинский, член отряда Росинского
- Эдвард Линде-Любашенко — врач Рубен
- Ежи Гудейко — Анджей Загвойский, подчиненный Блудницкого
- Ежи Крышак — брат Гавриил, предводитель секты «Польских братьев»
- Агнешка Вагнер — Леа Войнаровская, член секты «Польских братьев»
- Марек Вальчевский — капитан Стефан Лигез
- Йоланта Пентек-Гурецкая — Настка
- Кшиштоф Глобиш — Василий, муж Настьки
- Данута Стенька — Зоха, сестра Росинских
- Катажина Хржановска — Уля Белжецкая, дочь прапорщика
- Пётр Цирвус — Цирил
- Адам Пробош- Гедеон, сын от первого брака мачехи Томаша
- Лех Ордон — Росинский
- Александр Махалица — настоятель
- Ежи Васючиньский — князь Гинвилл
- Пжемыслав Гинтовски — песняр
- Кшиштоф Ендрысек - Петр Вольский, староста
- Рышард Радвански — лисовчик
- Лех Солуба — вахмистр Кноберсдорф, командир гвардии

В дополнение к актёрам в фильме задействованы несколько сотен статистов, каждый из которых получил костюм семнадцатого века.